# Верхні Татишли
Верхні Татишли́ (рос. Верхние Татышлы, башк. Үрге Тәтешле) — село, центр Татишлинського району Башкортостану, Росія. Адміністративний центр Верхньотатишлинської сільської ради.
Раніше існувало два населених пункти Верхні Татишли (лівий берег річки Бармиш) та Нижні Татишли (правий берег річки Бармиш).
Населення — 6645 осіб (2010; 6329 у 2002).
Національний склад:
- башкири — 70 %